# Приедау, Ирма Яновна
Ирма Яновна Приедау (латыш. Irma Priedaua; 1927 год, Стальгене, Латвия — 3 июля 1974 года, Латвийская ССР) — доярка учебно-опытного хозяйства «Вецауце» Латвийской сельскохозяйственной академии, Ауцский район Латвийской ССР. Герой Социалистического Труда (1971). Депутат Верховного Совета Латвийской ССР 8-го созыва.

## Биография
Родилась в 1927 году в рабочей семье в селе Стальгене. В 1946 году окончила 9-й класс рижской 4-й средней школы и начала трудовую деятельность. До 1950 года трудилась секретарём райисполкома в селе Вадаксте. В последующие годы работала секретарём прокуратуры Ауцского района (1950—1954).
С 1954 года — доярка учебно-опытного хозяйства «Вецауце» Латвийской сельскохозяйственной академии. В 1970 году вступила в КПСС.
Досрочно выполнила личные социалистические обязательства и плановые производственные задания Восьмая пятилетки (1966—1970) по надою молока. Указом Президиума Верховного Совета СССР от 8 апреля 1971 года удостоена звания Героя Социалистического Труда «за выдающиеся успехи, достигнутые в развитии сельскохозяйственного производства и выполнении пятилетнего плана продажи государству продуктов земледелия и животноводства» с вручением ордена Ленина и золотой медали Серп и Молот.
В 1971 году избиралась депутатом Верховного Совета Латвийской ССР 8-го созыва от Ауцского избирательного округа № 173.
Умерла в июле 1974 года после продолжительной и тяжёлой болезни.
Награды и звания
- Герой Социалистического Труда
- Орден Ленина
- Медаль «В ознаменование 100-летия со дня рождения Владимира Ильича Ленина»